# Franciszek Knapp
Franciszek Knapp ps. „Ernest”, „W-40”, „Otto Zoller”, „Ż-11” (ur. 25 marca 1898 w Szczebrzeszynie, zm. 15 listopada 1984 w Szczecinie) – podporucznik żandarmerii Wojska Polskiego.

## Życiorys
Franciszek Knapp urodził się 25 marca 1898 roku w Szczebrzeszynie. Uczęszczał do gimnazjum w Hrubieszowie. W maju 1915 roku został wcielony do Marynarki Wojennej Imperium Rosyjskiego. Później został przeniesiony do kawalerii Armii Imperium Rosyjskiego. W sierpniu 1916 roku, w czasie walk na Wołyniu, dostał się austriackiej niewoli. Dwa miesiące później uciekł z obozu w Rawie Ruskiej i został członkiem Polskiej Organizacji Wojskowej w Hrubieszowie. Następnie walczył w lotnym oddziale bojowym porucznika Tadeusza Puszczyńskiego. W listopadzie 1918 roku wziął udział w rozbrajaniu żołnierzy c. i k. armii stacjonujących w Uściługu.
W lutym 1919 roku wstąpił do 1 pułku szwoleżerów. W lipcu 1919 roku rozpoczął służbę w żandarmerii. Początkowo służył w Ekspozyturze Żandarmerii Polowej Frontu Wołyńskiego, a następnie w żandarmerii polowej 5 Brygady Jazdy, 13 Dywizji Piechoty, 3 Armii, 1 Dywizji Piechoty Legionów, 7 Dywizji Piechoty, Samodzielnej Brygady Kozaków Dońskich i 1 Dywizji Jazdy. W 1921 roku wziął udział w III powstaniu śląskim.
W 1922 roku ukończył dziesięciomiesięczny kurs dla podoficerów żandarmerii w Centralnej Szkole Żandarmerii w Grudziądzu i został przeniesiony do plutonu żandarmerii Kołomyja. W marcu 1925 roku został przeniesiony do 1 dywizjonu żandarmerii w Warszawie i przydzielony do posterunku żandarmerii w Sulejówku, który ochraniał willę „Milusin”, w której mieszkał marszałek Polski Józef Piłsudski z rodziną. W 1926 roku, po przewrocie majowym, został przydzielony do ochrony Belwederu, w którym mieszkał ówczesny Minister Spraw Wojskowych i Generalny Inspektor Sił Zbrojnych, marszałek Polski Józef Piłsudski. W 1931 roku został przeniesiony do Korpusu Ochrony Pogranicza i przydzielony na stanowisko płatnika kompanii sztabowej dowództwa KOP w Warszawie. Następnie został przeniesiony do dywizjonu żandarmerii KOP, w którym pełnił służbę w plutonie żandarmerii KOP „Tarnopol”, a później w plutonie żandarmerii „Sarny”. W kampanii wrześniowej 1939 roku walczył w składzie plutonu pieszego żandarmerii nr 49 należącego do 38 Dywizji Piechoty. Został ranny w czasie walk pod Lwowem. 
W lutym 1940 roku wstąpił do konspiracyjnej organizacji Muszkieterzy, w której zajmował się kontrwywiadem. Od stycznia 1943 roku był kierownikiem komórki ewakuacyjno-obserwacyjnej w Referacie 998 Oddziału II Informacyjno-Wywiadowczego Komendy Głównej Armii Krajowej. 1 lipca 1943 roku dowodził grupą żołnierzy, która wykonała brawurową akcję opróżnienia skrytek w mieszkaniu komendanta głównego Armii Krajowej, generała brygady Stefana Roweckiego przy ulicy Spiskiej 14 m. 10.
Zagrożony aresztowaniem w październiku tego roku wyjechał do Lublina. W grudniu powrócił do Warszawy i objął poprzednio zajmowane stanowisko służbowe. W lipcu 1944 roku został aresztowany i osadzony na Pawiaku. Nie został rozpoznany, jako członek ruchu oporu. Po dziesięciu dniach został wywieziony do obozu koncentracyjnego Groß-Rosen. Następnie został przeniesiony do filii obozu w Brzegu, a później do obozu koncentracyjnego Mittelbau-Dora, w którym przebywał do kwietnia 1945 roku. 
W lipcu 1945 roku wrócił do kraju i zamieszkał w Szczecinie. Był współorganizatorem i dyrektorem Przedsiębiorstwa Spedycji Międzynarodowej „C. Hartwig” w Szczecinie. 6 kwietnia 1949 roku został aresztowany przez funkcjonariuszy Urzędu Bezpieczeństwa. Po trwającym 28 miesięcy śledztwie został skazany na karę 6 lat pozbawienia wolności. W 1955 roku został zwolniony z więzienia, a 4 grudnia 1956 roku zrehabilitowany. Zmarł 15 listopada 1984 roku w Szczecinie. Pochowany na cmentarzu Centralnym.
Franciszek Knapp był żonaty z Aleksandrą, z którą miał dwie córki:
- Alina Knapp, ps. „Wacka”, urodzona 9 czerwca 1922 roku w Tarnopolu, w powstaniu warszawskim była łączniczką w kompanii przeciwpancernej porucznika „Kowalskiego”, po kapitulacji powstania w niewoli niemieckiej, a później na emigracji w Londynie[2],
- Danuta Knapp po mężu Wrona, ps. „Grażyna”, urodzona 25 marca 1924 roku w Kołomyi, w konspiracji pełniła służbę w Referacie 998, w czasie powstania warszawskiego walczyła w grupie kapitana Michała Bucza „Mechanika”, która wchodziła w skład batalionu AK „Zaremba-Piorun”[3],

## Ordery i odznaczenia
- Krzyż Srebrny Orderu Wojskowego Virtuti Militari nr 13072[4]
- Krzyż Oficerski Orderu Odrodzenia Polski
- Krzyż Walecznych pięciokrotnie
- Śląski Krzyż Powstańczy - 1971